# Ioan Cărpinișan
Ioan Cărpinișan (n. 1871, Gârbova = d. ?) a fost un deputat în Marea Adunare Națională de la Alba Iulia, organismul legislativ reprezentativ al „tuturor românilor din Transilvania, Banat și Țara Ungurească”, cel care a adoptat hotărârea privind Unirea Transilvaniei cu România, la 1 decembrie 1918.:p. 77

## Activitatea politică

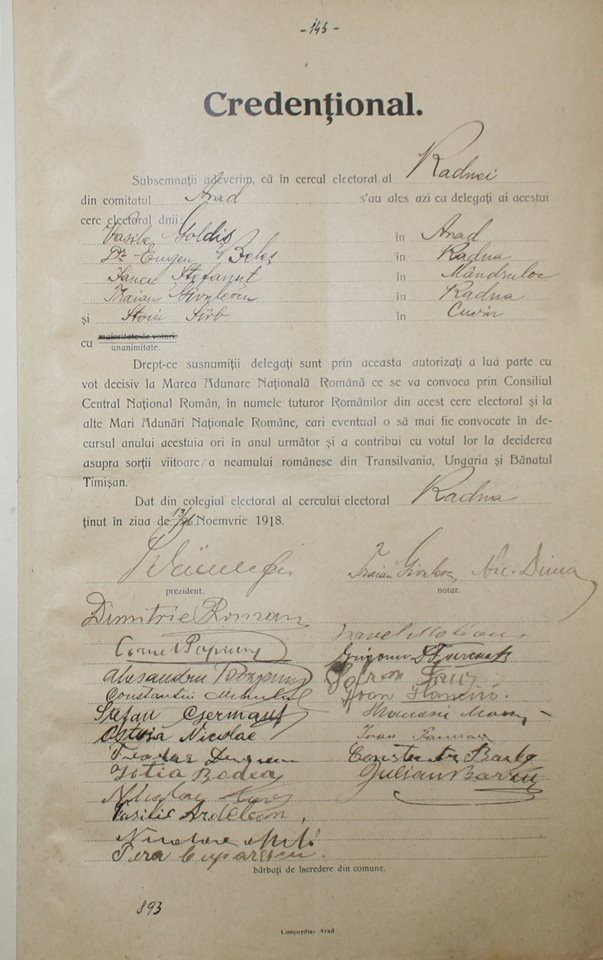
Credențional

Ca deputat în Adunarea Națională din 1 decembrie 1918, Ioan Cărpinișan a reprezentat ca delegat al comunei Gârbova, din Sibiu
>:p. 16:p. 77